# Puligny-Montrachet
Puligny-Montrachet település Franciaországban, Côte-d’Or megyében. Lakosainak száma 353 fő (2022. január 1.). Puligny-Montrachet Meursault, Ébaty, Chassagne-Montrachet, Corpeau, Corcelles-les-Arts és Saint-Aubin községekkel határos.

## Népesség
A település népességének változása:
| Lakosok száma | 597  | 528  | 466  | 431  | 384  | 385  | 389  | 383  | 378  | 353  |
|               | 1968 | 1982 | 1990 | 2006 | 2013 | 2015 | 2017 | 2019 | 2020 | 2022 |